# Estació de Montcada-Ripollet
Montcada-Ripollet és una estació de ferrocarril propietat d'adif situada al barri de Mas Rampinyo de Montcada i Reixac, a la comarca del Vallès Occidental. L'estació es troba a la línia Barcelona-Ripoll per on circulen trens de la línia R3 de Rodalies de Catalunya operat per Renfe Operadora.
Aquesta estació de l'antiga línia de Barcelona a Sant Joan de les Abadesses (actualment el tram Ripoll - Sant Joan és una via verda) va entrar en servei l'any 1886 quan es va obrir un nou ramal per evitar pagar un cànon a TBF per utilitzar la línia de Girona, des de Granollers Centre, per arribar a Barcelona. Aquest nou ramal de Sant Martí de Provençals a Llerona finalment només es va construir fins a Montcada on enllaça amb la línia de Manresa.
L'any 2016 va registrar l'entrada de 193.000 passatgers.

## Serveis ferroviaris
| Rodalia de Barcelona      |                     |       |                                     |                                       |
| Procedència/Destinació    | <                   | Línia | >                                   | Procedència/Destinació                |
| L'Hospitalet de Llobregat | Montcada Bifurcació |       | Santa Perpètua de Mogoda-La Florida | Granollers-Canovelles La Garriga Vic¹ |
| TramVallès                |                     |       |                                     |                                       |
| Projectat                 |                     |       |                                     |                                       |
| Universitat Autònoma      | Polígon Ripollet    |       | terminal                            | terminal                              |

¹ Els regionals cadenciats direcció Ripoll / Ribes de Freser / Puigcerdà / La Tor de Querol no efectuen parada en aquesta estació.